# Павлоградський район
Павлоградський район (Павлоградщина) — район у Дніпропетровській області України, утворений 2020 року. Адміністративний центр — місто Павлоград.

## Історія
Район створено відповідно до постанови Верховної Ради України № 807-IX від 17 липня 2020 року.
10 квітня 2024 року Комітет Верховної Ради України з питань організації державної влади, місцевого самоврядування, регіонального розвитку та містобудування підтримав перейменування района на Матвіївський, в зв'язку з плануючим перейменуванням Павлограда на Матвіїв. Остаточне перейменування відбудеться лише після успішного голосування у Верховній Раді.

## Громади району
До його складу увійшли:
- Міські:
  - Павлоградська
  - Тернівська
- Сільські:
  - Богданівська
  - Вербківська
  - Межиріцька
  - Троїцька
- Селищна:
  - Юр'ївська

Раніше територія району входила до складу Павлоградського (1923—2020) та Юр'ївського районів, ліквідованих тією ж постановою.